# Токомбаєва Айсулу Асанбеківна
Токомбаєва Айсулу Асанбеківна (кирг. Айсулуу Асанбековна Токомбаева; нар. 22 вересня 1947) — видатна радянська та киргизька балерина. Народна артистка СРСР (1981). Закінчила Ленінградське хореографічне училище (1966).

## Нагороди та звання
- Народна артистка Киргизької РСР  (1975)
- Народна артистка СРСР (1981)
- Державна премія СРСР (1976) — за виконання партії Толгонай у балетній виставі «Материнське поле» К. Молдобасанова
- Премія Ленінського комсомолу Киргизької РСР (1970)
- Міжнародна премія ім. Чингіза Айтматова